# Explorer 32
Explorer 32 ou AE-B (Atmosphere Explorer-B) est un petit satellite scientifique lancé en 1966. Le satellite développé par la NASA dans le cadre du programme Explorer réunissant des missions scientifiques de faible coût. C'est la deuxième (après Explorer 17) des cinq missions "Atmosphère Explorer"  des cinq missions destinées à étudier les couches supérieures de l'atmosphère terrestre (thermosphère). Conçu par le Centre de vol spatial Goddard ce satellite est une version améliorée d'Explorer 17 : ajout de cellules photovoltaïques, d'un enregistreur sur bande, d'un magnéto-coupleur et d'un magnétomètre fluxgate. Les autres instruments scientifiques sont deux spectromètres de masse, quatre systèmes de mesure de pression et deux sondes de Langmuir.
Le satellite décolle le 25 mai 1966 de la base de lancement de Cape Canaveral. La propulsion du deuxième  étage du lanceur Delta-C1 fonctionne 8 secondes de trop et le satellite est placé sur une  orbite plus haute que prévue (2725 km au lieu de  750 km). Quelques jours après le lancement les deux spectromètres de masse sont victimes d'une défaillance de leur électronique. Les autres instruments recueillent des données exploitables jusqu'en mars 1967. A cette date une dépressurisation entraine une défaillance des batteries et met fin à la mission. Malgré la défaillance des spectromètres de masse et la durée écourtée de la mission, des résultats scientifiques ont été obtenus notamment les variations de la composition des ions présents au cours du cycle diurne et des saisons.